# Canberra United Football Club
Il Canberra United Football Club, noto più semplicemente come Canberra United, è una società calcistica australiana con sede nella città di Canberra. Il club è maggiormente noto per la sua squadra di calcio femminile che disputa la W-League, massimo livello del campionato australiano di categoria, oltre a una squadra giovanile maschile iscritta alla Y-League. La società club venne fondata nel 2008 per partecipare al campionato inaugurale di W-League.
Il Canberra United è l'unica squadra femminile a non essere affiliata o essere sezione di un club maschile di A-League. La ristrutturazione del programma di sviluppo giovanile nel 2016 vide l'istituzione di una squadra della Canberra United Academy per partecipare al campionato di NPL Capital Football competition.
Alla sua prima stagione la squadra chiude al terzo posto la prima fase del campionato accedendo così alla successiva arrivando alla finale (Grand Final), venendo sconfitta per 2-0 dal Queensland Roar. Lo United in seguito vince il titolo Premier e Champion del campionato 2011-2012 dopo aver vinto la lega e aver sconfitto il Brisbane Roar in Grand Final.

## Colori e simboli

### Colori
Il colore principale del Canberra United è il verde, colore scelto principalmente perché non era utilizzato dagli altri sette club nella stagione inaugurale. Sono la seconda squadra sportiva d'élite della città a indossare una maglia verde dopo il club di National Rugby League, il Canberra Raiders. Questo ha portato a una promozione incrociata tra le due squadre della green machine.

### Simboli ufficiali

#### Stemma
Lo setmma del Canberra United raffigura l'asta della bandiera del Palazzo del Parlamento (Parliament House), un simbolo di Canberra.

## Strutture

### Stadio
Il Canberra United gioca le sue partite casalinghe al McKellar Park, un campo da calcio appositamente costruito nel tessuto urbano settentrionale di Canberra. Dal 2009 ha giocato occasionalmente partite casalinghe al Deakin Stadium, un campo da calcio appena completato nel centro di Canberra, e ha anche giocato al Canberra Stadium, impianto dalla capienza di 25 011 persone , compreso gli incontri "double-header" nel 2009 e nel 2016 con il C.C. Mariners di A-League.

## Sponsor
| Stagione | Tecnico | Principale             | Secondario               |
| -------- | ------- | ---------------------- | ------------------------ |
| 2008     | Hummel  | CFMEU                  | Capital Tourism ActewAGL |
| 2008-09  | Hummel  | CFMEU                  | Capital Tourism ActewAGL |
| 2010     | Hummel  | The Tradies            | Capital Tourism ActewAGL |
| 2011     | Hummel  | Rock Development Group | Capital Tourism ActewAGL |
| 2015-16  | Nike    | University of Canberra | CBR (ACT Government)     |
| 2016-17  | Nike    | University of Canberra | CBR (ACT Government)     |
| 2017-18  | Nike    | University of Canberra | CBR (ACT Government)     |

## Palmarès
- Campionato australiano: 2

2011-2012, 2014

### Altri piazzamenti
- Campionato australiano: 1

Secondo posto: 2008-2009
- W-League Premiers: 3

2011-2012, 2013-2014, 2016-2017

## Organico

### Rosa 2019-2020
Rosa, ruoli e numeri di maglia aggiornati al 27 giugno 2019
| N. |                      | Ruolo | Calciatrice           |
| -- | -------------------- | ----- | --------------------- |
| 1  | Australia (bandiera) | P     | Annalee Grove         |
| 4  | Australia (bandiera) | D     | Jessie Rasschaert     |
| 6  | Australia (bandiera) | C     | Emma Stanbury         |
| 8  | Australia (bandiera) | C     | Olivia Price          |
| 12 | Australia (bandiera) | A     | Hayley Taylor-Young   |
| 15 | Australia (bandiera) | C     | Ashlie Crofts         |
| 17 | Australia (bandiera) | D     | Patricia Charalambous |

| N. |                      | Ruolo | Calciatrice       |
| -- | -------------------- | ----- | ----------------- |
| 18 | Australia (bandiera) | C     | Taren King        |
| 19 | Australia (bandiera) | A     | Leena Khamis      |
| 21 | Australia (bandiera) | C     | Rebekah Horsey    |
| 22 | Australia (bandiera) | P     | Sally James       |
| 23 | Australia (bandiera) | D     | Lauren Keir       |
| 24 | Australia (bandiera) | A     | Aoife Colvill     |
| 25 | Australia (bandiera) | C     | Rachael Goldstein |

### Organigramma societario
Current as of 30 January 2017
| Incarico                | Nome             |
| ----------------------- | ---------------- |
| Chairperson             | Kate Lundy       |
| Chief Executive Officer | Phil Brown       |
| Head Coach              | Vicki Linton     |
| Assistant Coach         | Ashleigh Sykes   |
| Goalkeeper Coach        | Trinity Allen    |
| Physiotherapist         | Sarah Kelly      |
| Team Doctor             | Dr. Karen Bisley |
| Team Manager            | Sigourney Dunk   |
| Media Manager           | David Jordan     |